# Kumeko Urabe
Kumeko Urabe (浦辺粂子 Urabe Kumeko?, n. 5 octombrie 1902, Kamo district⁠(d), Prefectura Shizuoka, Japonia – d. 26 octombrie 1989, Shinjuku, Tōkyō, Japonia) a fost o actriță japoneză de film cu o carieră întinsă pe parcursul a peste șase decenii. 

## Biografie
Kumeko Urabe a apărut în peste 320 de filme între 1924 și 1989.

## Filmografie selectivă

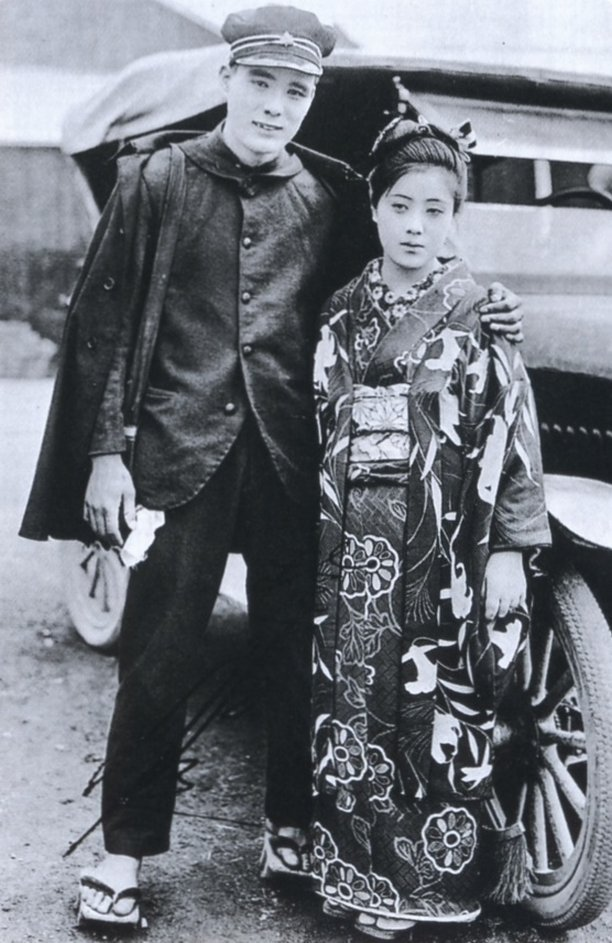
Denmei Suzuki și Kumeko Urabe în Demonul aurului (1924).

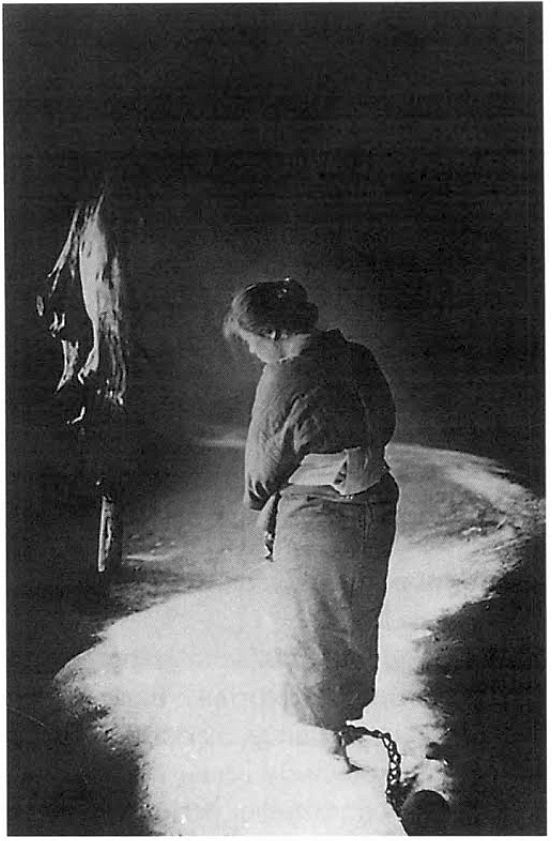
Kumeko Urabe în Femeia din Seisaku (1924).

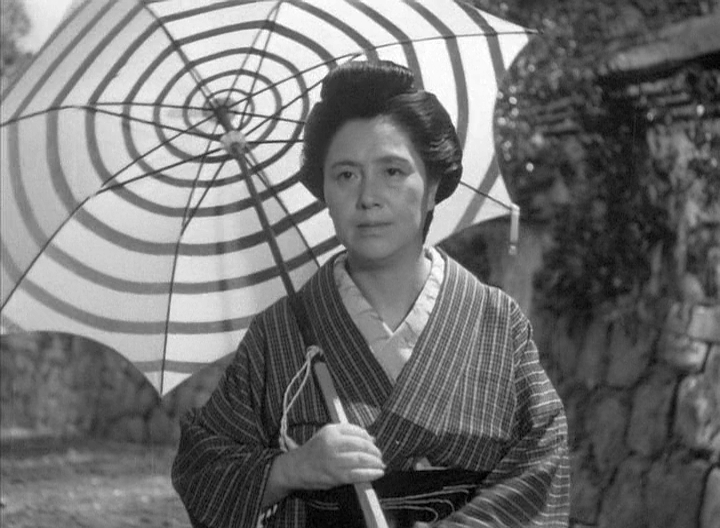
Kumeko Urabe în Gâsca sălbatică (1953).

- 1924: Le Démon de l'or (金色夜叉 Konjiki yasha?), regizat de Minoru Murata
- 1924: La Femme de Seisaku (清作の妻 Seisaku no tsuma?), regizat de Minoru Murata
- 1930: L'Étrangère Okichi (唐人お吉 Tojin okichi?), regizat de Kenji Mizoguchi
- 1931: Les Vingt-Six Martyrs japonais (殉教血史 日本二十六聖人 Junkyō kesshi Nihon nijūroku seijin?), regizat de Tomiyasu Ikeda
- 1933: Le Fil blanc de la cascade (瀧の白糸 Taki no shiraito?), regizat de Kenji Mizoguchi
- 1933: La Fête à Gion (祇園祭 Gion matsuri?), regizat de Kenji Mizoguchi
- 1937: L'Impasse de l'amour et de la haine (愛怨峡 Aien kyo?), regizat de Kenji Mizoguchi
- 1938: Ah ! Le Pays natal (あゝ故郷 Aa kokyo?), regizat de Kenji Mizoguchi
- 1939: Ie naki musume (家なき娘?), regizat de Seiichi Ina - Oyone[2]
- 1947: Koi suru tsuma (恋する妻?), regizat de Ryō Hagiwara[3]
- 1948: Femmes de la nuit (夜の女たち Yoru no onnatachi?), regizat de Kenji Mizoguchi
- 1949: Tokyo Folies (銀座カンカン娘 Ginza kankan musume?), regizat de Kōji Shima - soția lui Shinsho[4]
- 1950: Le Destin de madame Yuki (雪夫人絵図 Yuki fujin ezu?), regizat de Kenji Mizoguchi
- 1951: Le Repas (めし Meshi?), regizat de Mikio Naruse
- 1952: Vivre (生きる Ikiru?), regizat de Akira Kurosawa - Tatsu Watanabe, soția lui Kiichi[5]
- 1952: L'Éclair (稲妻 Inazuma?), regizat de Mikio Naruse
- 1953: Là d'où l'on voit les cheminées (煙突の見える場所 Entotsu no mieru basho?), regizat de Heinosuke Gosho
- 1953: Le Trône du maître de nô (獅子の座 Shishi no za?), regizat de Daisuke Itō - Kayo
- 1953: Frère aîné, sœur cadette (あにいもうと Ani imôto?), regizat de Mikio Naruse
- 1953: L'Oie sauvage (雁 Gan?), regizat de Shirō Toyoda
- 1955: Comme une fleur des champs (野菊の如き君なりき Nogiku no gotoki kimi nariki?), regizat de Keisuke Kinoshita
- 1955: Asunaro monogatari (あすなろ物語?), regizat de Hiromichi Horikawa - Tomi[6]
- 1956: Printemps précoce (早春 Soshun?), regizat de Yasujirō Ozu
- 1956: La Rue de la honte (赤線 地帯 Akasen chitai?), regizat de Kenji Mizoguchi
- 1957: Taifun la Nagasaki (Typhon sur Nagasaki), regizat de Yves Ciampi
- 1957: Élégie du Nord (晩歌 Banka?), regizat de Heinosuke Gosho
- 1957: Pays de neige (雪国 Yukiguni?), regizat de Shirō Toyoda
- 1959: Herbes flottantes (浮草 Ukikusa?), regizat de Yasujirō Ozu
- 1960: Testaments de femmes (女経 Jokyō?), regizat de Kon Ichikawa, Yasuzō Masumura și Kōzaburō Yoshimura
- 1960: La Femme qui touchait les jambes (足にさわった女 Ashi ni sawatta Onna?), regizat de Yasuzō Masumura
- 1962: J'ai deux ans (私は二歳 Watashi wa nisai?), regizat de Kon Ichikawa
- 1963: 18 jeunes gens à l’appel de l’orage (嵐を呼ぶ十八人 Arashi o yobu juhachi-nin?), regizat de Yoshishige Yoshida
- 1964: Une femme dans la tourmente (乱れる Midareru?), regizat de Mikio Naruse
- 1964: Jakoman et Tetsu (ジャコ万と鉄 Jakoman to Tetsu?), regizat de Kinji Fukasaku - Jakoman[7]
- 1966: Délit de fuite (ひき逃げ Hikinige?), regizat de Mikio Naruse[8]
- 1967: Nuages épars (乱れ雲 Midaregumo?), regizat de Mikio Naruse
- 1975: Kenji Mizoguchi ou la vie d'un artiste (ある映画監督の生涯 溝口健二の記録 Aru eiga-kantoku no shōgai Mizoguchi Kenji no kiroku?), regizat de Kaneto Shindō (documentar) - ea însăși
- 1987: Hachikō Monogatari (ハチ公物語 Hachikō monogatari?), regizat de Seijirō Kōyama

## Premii și distincții
- 1966: Medalia de Onoare cu panglică purpurie